# Pedilochilus flavus
Pedilochilus flavus är en orkidéart som beskrevs av Rudolf Schlechter. Pedilochilus flavus ingår i släktet Pedilochilus och familjen orkidéer. Inga underarter finns listade i Catalogue of Life.